# Žampach (hrad)
Žampach je zřícenina hradu rozkládající se na zalesněném návrší Žampach ve stejnojmenné obci v okrese Ústí nad Orlicí v Pardubickém kraji, asi šest kilometrů jihozápadně od Žamberka. Zřícenina hradu, vybudovaného na počátku 14. století, je chráněná jako kulturní památka.

## Dějiny hradu

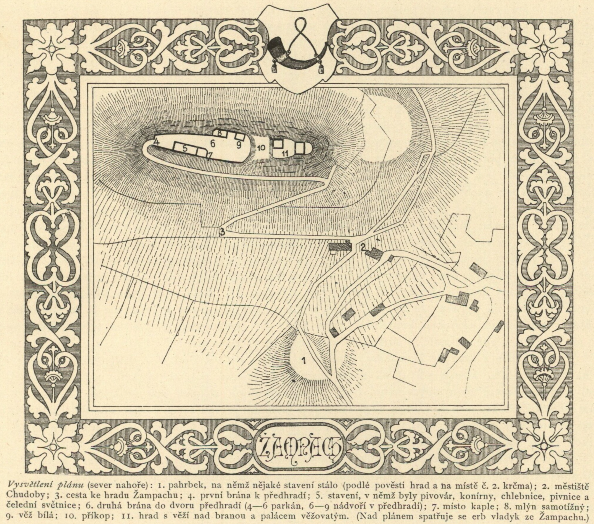
Půdorys hradu Žampach publikovaný Augustem Sedláčkem roku 1883

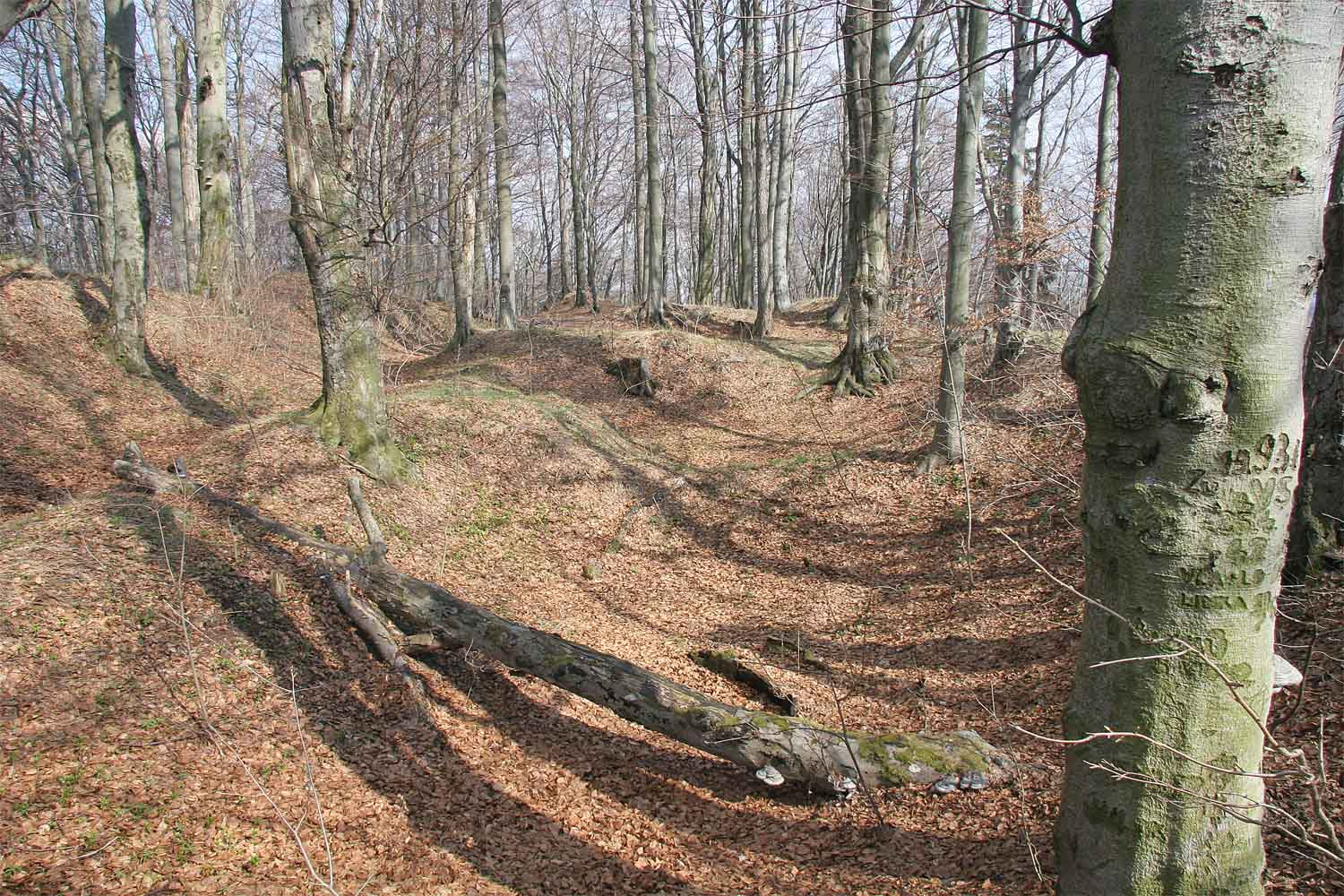
Předhradí

Hrad Žampach byl založen ve druhé polovině 13. století za posledních Přemyslovců v rámci kolonizace řídce osídleného pohraničního pralesa východních Čech, který byl královským majetkem. Kolonizaci pravého břehu řeky Tiché Orlice prováděli příslušníci šlechtického rodu „ze Zebína“, kteří měli v erbu loveckou trubku. Nejstarší nepřímá písemná zmínka o hradu pochází z roku 1309, kdy je mezi škůdci lanšperského panství, které patřilo Zbraslavskému klášteru, zmiňován Petr „de Santbach“. V roce 1312 je jako majitel hradu zmiňován Křesislav ze Žampachu, před rokem 1324 vlastnil hrad Jan Lucemburský, který jej v tomto roce dal do zástavy Jindřichovi z Lipé. V majetku pánů z Lipé se hrad připomíná i v letech 1340 a 1346.
Po roce 1346 přešel hrad do vlastnictví rytíře Jana ze Smojna řečeného „Pancíř“, který jej učinil útočištěm při svých loupeživých výpravách po okolí. Pancířovo počínání zastavila teprve trestná výprava českého krále Karla IV., který hrad oblehl a dobyl, Jana Pancíře nechal popravit a celé panství podřídil vlastní správě. Časové zařazení těchto událostí je nejisté, uvádí se podzim 1355 nebo jaro-léto 1356. Loupeže Jana Pancíře, dobytí hradu i Pancířův konec se staly námětem několika lidových pověstí. V roce 1357 věnoval Karel IV. panství Žampach Čeňkovi z Potštejna náhradou za hrad a panství Potštejn, konfiskované jeho otci, loupeživému rytíři Mikulášovi z Potštejna. Čeňkovými nástupci v držení hradu i panství byli jeho synové Jan a Mikuláš. 
Mikuláš Žampach z Potštejna († 1427) se přiklonil k učení Jana Husa a v roce 1415 spolupečetil stížný list české a moravské šlechty proti jeho upálení. V roce 1421 bylo žampašské panství odvetou za podporu husitství ze strany jeho majitelů vypleněno slezskými katolickými oddíly. Není zcela jasné, jakým způsobem se v roce 1425 zmocnil Žampachu Jan Městecký z Opočna, který v téže době ovládl i Lanšperk. Když se později opět přiklonil na stranu českého krále a císaře Zikmunda, s pomocí části hradní posádky se sirotkům podařilo v roce 1429 hrad dobýt a předat Janu Žampachovi z Potštejna, Mikulášovu synovi. Tento majitel hradu se naposledy připomíná v roce 1469.
Když ve druhé polovině 15. století postihly tuto větev rodu Žampachů z Potštejna finanční obtíže, přistoupili majitelé hradu k zástavě části panství. Jan Žampach z Potštejna byl nakonec nucen v roce 1513 zastavit celé žampašské panství Burianovi Trčkovi z Lípy. Po něm se stal v roce 1519 zástavním držitelem hradu a panství Hajman Krušina z Lichtenburka a o dvě léta později bratři Vojtěch a Jan z Pernštejna. Žádný z těchto nových nabyvatelů na Žampachu nesídlil a hrad v této době chátral. Teprve v roce 1539 Zdeněk Žampach z Potštejna († 1562) zástavu vyplatil, jednotlivé části někdejšího panství opět sjednotil a následujícího roku se domáhal u komorního soudu úhrady způsobených škod, které odhadoval na 4000 kop grošů.
V předhradí stávala kaple, doložená k roku 1540. Doba jejího vzniku je neznámá. V 16. a 17. sedmnáctém století sloužila jako rodová hrobka rodu Bukovských z Hustířan. V roce 1672 ji jezuité nechali přestavět a zasvětili ji svatému Kříži. Kaple zanikla po roce 1787.
V první polovině šestnáctého století na hradě působila penězokazecká dílna. Žampašský kovář Jan v ní vyráběl falešné mince. V červnu 1542 byli zadrženi dva podezřelí muži, kteří po výslechu na mučidlech, uvedeném v nejstarší pardubické smolné knize, popsali provoz dílny a přiznali distribuci falešných peněz. Dílna fungovala pravděpodobně s vědomím vrchnostenských úředníků v době, kdy měli hrad v zástavě páni z Pernštejna, tedy nejspíše do roku 1539. Kovář a dva spolupachatelé byli odsouzeni k trestu smrti upálením. Dílna byla před vyplacením hradu ze zástavy patrně vyklizena, ale při záchranném archeologickém výzkumu v roce 2013 byly nalezeny zlomky technické keramiky a měděných plechů, které existenci dílny se značnou pravděpodobností dokládají.
Po smrti Zdeňka Žampacha se jeho synové, z nichž někteří mezitím dosáhli zletilosti, v roce 1568 o panství podělili, a to tak, že hradu a dvora Žampachu, vsi Budy (připomínané poprvé v roce 1513) ležící pod hradem a osmi dalších vsí se ujal Vilém. Již následujícího roku tuto část panství opět postoupil svým bratrům Janu Burianovi, Karlovi a Čeňkovi a ti ji prodali Janu staršímu ze Žerotína (otci Karla st. ze Žerotína, jemuž patřilo nedaleké panství Brandýs nad Orlicí) a Adamovi Bukovskému z Hustířan. Poté, co se oba noví nabyvatelé mezi sebou vyrovnali, zůstal jediným majitelem panství Adam Bukovský, který si ve vsi pod hradem vystavěl novou tvrz a hrad ponechal svému osudu. Jeho rod panství udržel až do doby třicetileté války. V jejím průběhu hrad značně utrpěl jak od císařských vojáků (1634), tak od Švédů, kteří jej v roce 1639 vydrancovali. Ještě v roce 1648 byl hrad dvakrát obsazen císařskými vojáky. Poté již přestal definitivně plnit rezidenční či obrannou funkci a postupně podlehl zkáze.

## Dvacáté a 21.století

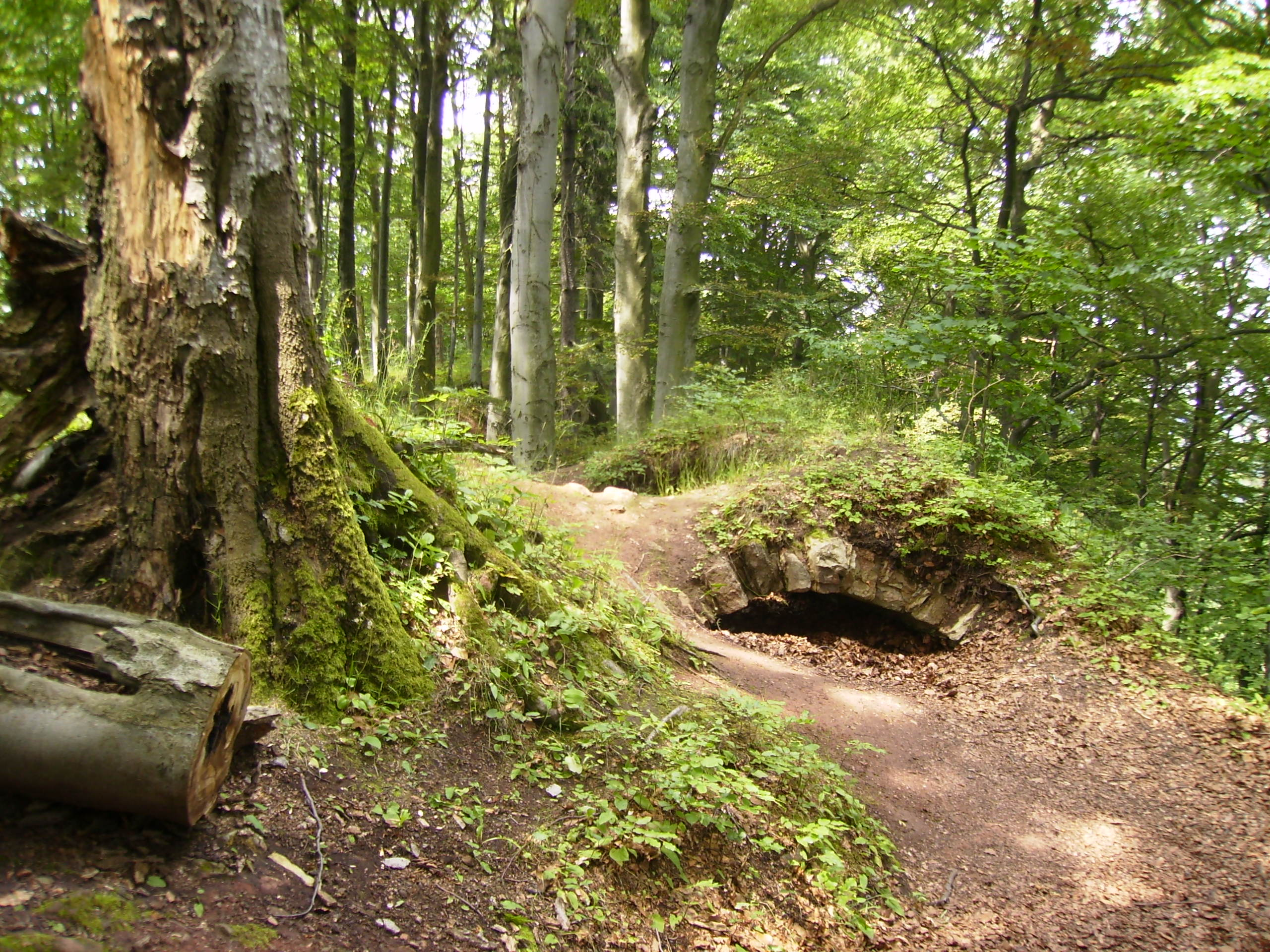
Pohled na vrcholovou partii předhradí

V hradním areálu, dnes zcela zalesněném, se dochovaly na předhradí pouze nevýrazné zbytky zdí hospodářských budov a obvodové hradby. Mezi těmito relikty staveb nelze bez komplexního archeologického výzkumu spolehlivě identifikovat ani zmiňovanou Bílou věž či hradní kapli. V někdejším hradním jádru se dochovaly valeně klenuté přízemní prostory obytného paláce, přízemní zaklenutý relikt brány, zasypaný až po úroveň klenby a pozůstatky hradeb na severní straně jádra.
Do počátku devadesátých let 20. století se datují první současné snahy o trvalé zachování hradní zříceniny. Mezi lety 1991‒2002 probíhal na hradě pod vedením archeoložky Východočeského muzea v Pardubicích Mgr. Miroslavy Cejpové záchranný archeologický výzkum, který provázela konzervace některých části dochovaného zdiva a úpravy přístupové cesty na hrad. Zajištěn byl přitom objekt v sousedství hradního pivovaru, v němž bylo nalezeno velké množství střepů středověké keramiky, staticky zabezpečen a dozděn byl masivní opěrák v severní části jádra hradu a konzervován byl dochovaný relikt hradního paláce. Nalezené architektonické články hradu (např. část ostění portálu a části okenních ostění) jsou vystaveny v lapidáriu a v interiéru žampašského zámku.
Další terénní úpravy v prostoru hradu proběhly v roce 2011, kdy byla z důvodu havarijního stavu odstraněna dřevěná lávka spojující od 70. let 20. století předhradí s jádrem a tuto komunikaci nahradila v roce 2013 pěšina s dřevěnými schody vedoucí přes těleso hradního příkopu. Dřevěnými zábranami byla taktéž zajištěna místa, kde hrozil pád ze strmého svahu a podél přístupové cesty na hrad, počínaje areálem zámeckého parku a samotným hradním areálem konče, byly instalovány informační cedule pro turisty. Společně s hrady Potštejn a Litice nad Orlicí se hrad Žampach každoročně stává jedním z východisek turistického pochodu Přes tři hrady.

## Stavební vývoj

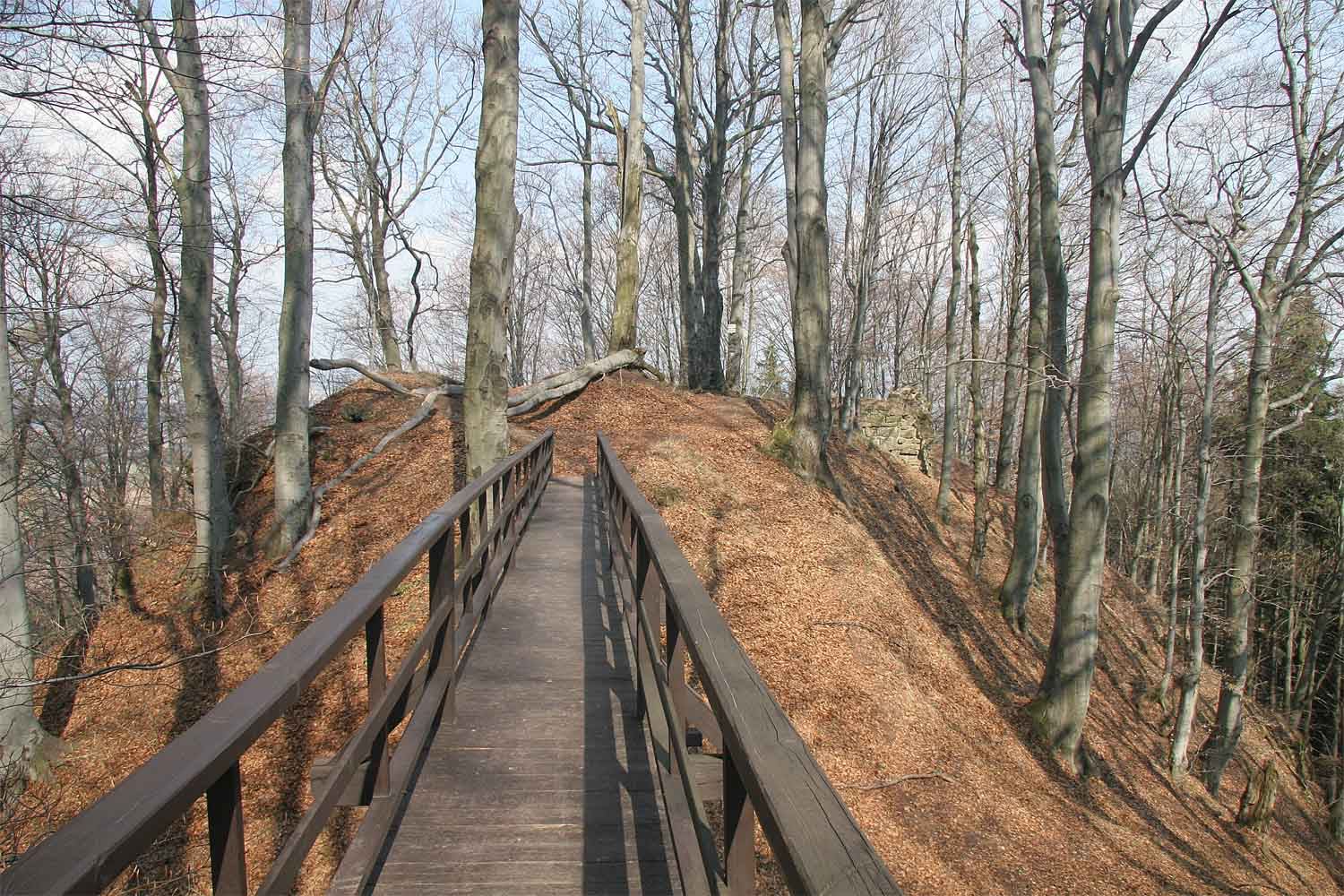
Pohled z někdejší lávky (stav 2006) od předhradí k jádru hradu

Hrad, stavěný nejprve v raně gotickém slohu, byl založen na výrazném homolovitém návrší, jehož vrcholová partie byla rozdělena příkopem tesaným ve skále na dvě části. Západní část tvořilo předhradí, východní část vlastní hrad. V předhradí, obehnaném kamennou hradbou, stály pravděpodobně jen dřevěné stavby hospodářského charakteru. Jádro hradu bylo přístupné z předhradí po mostě a jeho omezený prostor neumožňoval velkoryse pojaté stavební aktivity. Hlavní stavbou hradního jádra byl napříč postavený věžovitý palác, doplněný snad věží nad vstupní branou. Celý prostor, v němž zbývalo jen málo místa pro nádvoří, obepínala hradba. Přístup k hradu zajišťovala cesta na jižním úbočí kopce.
V průběhu třetí čtvrtiny 15. století realizoval majitel přestavbu hradu, která měla definitivně odstranit i jeho poškození z dob husitských válek. Na předhradí byly vystavěny kamenné budovy, zejména pivovar a samotížný mlýn. Prostor předhradí byl rozdělen další zdí, která měla zpomalit postup případných útočníků. Přístup k bráně měla hájit nová tzv. Bílá věž. Není jisté, zda lze do této stavební fáze zařadit i vznik hradní kaple. V hradním jádru se renovace dotkla věžovitého paláce, na jehož pozůstatku byl ještě ke konci 18. století spatřován nárožní kámen s vytesaným letopočtem 1469. Při stavbě nových budov a při rozšiřování stávajících bylo využito kamenných kvádrů, zčásti použitých i na zpevnění hradeb.
V průběhu první poloviny 16. století, kdy bylo panství dlouhodobě zastaveno, hrad chátral, neboť žádný z jeho zástavních majitelů, ani neinvestoval prostředky nutné k jeho údržbě. O míře opuštěnosti hradu svědčí skutečnost, že v jeho prostorách fungovala po dobu několika let před vyplacením zástavy penězokazecká dílna, jejíž činnost byla odhalena až v souvislosti s jiným kriminálním případem v roce 1542. Hmotný úpadek hradu zachycuje zápis vzniklý v souvislosti se snahami Zdeňka Žampacha z Potštejna o náhradu škody z doby pernštejnské zástavy. Václav ze Šonova, komorník desk zemských, hrad v lednu 1540 navštívil a podrobně popsal následky zanedbané péče. Podle jeho údajů, které jsou prvním dochovaným popisem hradu, zůstaly z budov předhradí většinou jen holé zdi, silně poškozená byla i Bílá věž, kaple měla zčásti zřícenou střechu a poničený interiér, zpustlý byl i obytný palác v hradním jádru. Neutěšený stav hradu však přetrvával, neboť Zdeněk Žampach, ani jeho potomci již neusilovali o jeho celkovou obnovu a jeden z následujících majitelů, Adam Bukovský z Hustířan, dal přednost pohodlnějšímu řešení a vystavěl si novou tvrz pod hradem v blízkosti žampašského poplužního dvora.

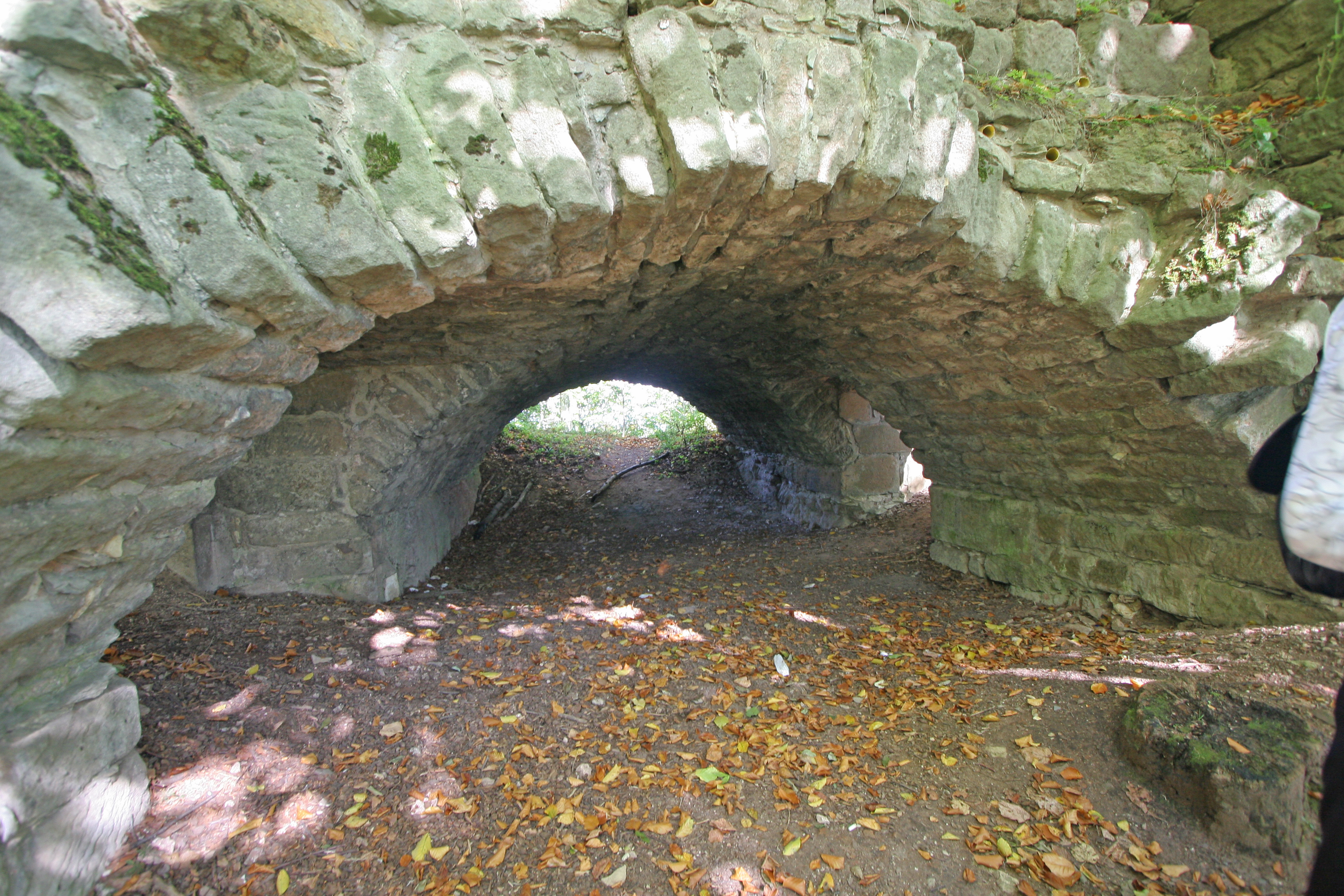
Dochované klenuté prostory hradního paláce

Za součást obranného systému hradu Žampachu byla některými badateli považována také fortifikace, která měla chránit přístupovou cestu k hradu v jejích dolních partiích na úbočí hradního kopce. Počátky stavby však nelze blíže datovat. První písemný doklad o tomto objektu, který je nazýván Chudoba, pochází z roku 1540 a vznikl v souvislosti s výše zmíněným popisem škod, způsobených během pernštejnské zástavy panství. Objekt byl v té době již značně zpustlý, tvořila jej nepříliš velká obytná budova s přiléhající věží, obklopená hradbou a parkánem. Chudoba je připomínána opakovaně v druhé polovině 16. století a na počátku 17. století, naposledy pak v roce 1626. Podle dosavadních názorů se z této stavby, která měla zaniknout zřejmě ještě v průběhu 17. století a byla lokalizována s pomocí idealizovaného vyobrazení jezuitské rezidence a trosek hradu umístěného v žampašské zámecké kapli, nedochovaly žádné pozůstatky. Za pozornost stojí radikálně nový názor na existenci hrádku Chudoby, jímž jsou ztotožněny dochované zprávy o tomto objektu se samotným jádrem hradu Žampachu.
V době po třicetileté válce, kdy byl hrad již zcela opuštěn, posloužily doposud stojící objekty jako zdroj stavebního materiálu a to nejprve jezuitům při výstavbě jejich rezidence v podhradí. Jezuité na hradě udržovali již jen kapli, která byla v roce 1672 dokonce ještě přestavěna v barokním slohu. Po zrušení jezuitského řádu, kdy areál hradu přešel do vlastnictví náboženského fondu, pokračoval jeho zánik. V roce 1789 byla stržena hradní kaple a poté pokračovala prakticky až do 19. století těžba kamene ze zříceniny pro stavební účely, dokud z hradu nezůstaly jen základové zdi. Na počátku 20. století byla provedena částečná konzervace dochovaných reliktů zdiva a nad příkopem mezi předhradím a jádrem hradu byla vybudována dřevěná lávka. Na torzu paláce byla vystavěna dřevěná rozhledna, která po několika desetiletích zanikla a již nebyla obnovena.